# Lichtrandmos
Lichtrandmos (Jungermannia gracillima) is een mos uit de familie Jungermanniaceae.

## Determinatie
Lichtrandmos vormt platte, kleine matten. Op niet-beschaduwde plaatsen zijn ze karakteristiek roestrood, maar op beschaduwde plaatsen kleuren planten bleek groen. De stelen zijn drie tot vijf millimeter lang en hebben veel kleinbladige takken. 
De bladeren zijn bijna cirkelvormig en hebben meestal een opvallende, diagnostische rand gevormd door vergrote cellen met verdikte wanden. De bladrand bestaat uit een reeks grote, grofwandige cellen. In het midden van het blad zijn de cellen 30 × 40 tot 45 micrometer groot. Hun hoeken zijn niet of slechts licht verdikt. Het perigynium is kort. De sporencapsule is kort ovaal en bruin.
Lichtrandmos is zeer vormenrijk en bij slecht ontwikkeld materiaal kan de bladzoom soms ontbreken. Dan is microscopische controle noodzakelijk. De bij goed ontwikkeld materiaal opvallende bladzoom maakt hem veelal tot een goed herkenbare soort.

## Ecologie
Lichtrandmos is te vinden in allerlei open en vochtige pioniermilieus, bij voorkeur enigszins lemig of anderszins iets verrijkt met mineralen, maar tevens kalkarm. Zo komt de soort voor langs greppels, op slootkanten, heide- en bospaden maar ook in zand- en leemgroeven. 

## Verspreiding
De soort komt veel voor op het noordelijk halfrond. Het is vrij zeldzaam op grotere hoogten. Het groeit op kale, zanderige tot leemachtige, vrij vochtige plaatsen. Ze mijdt kalk. Het is een soort die in grote delen van Nederland aangetroffen kan worden.

## Fotogalerij

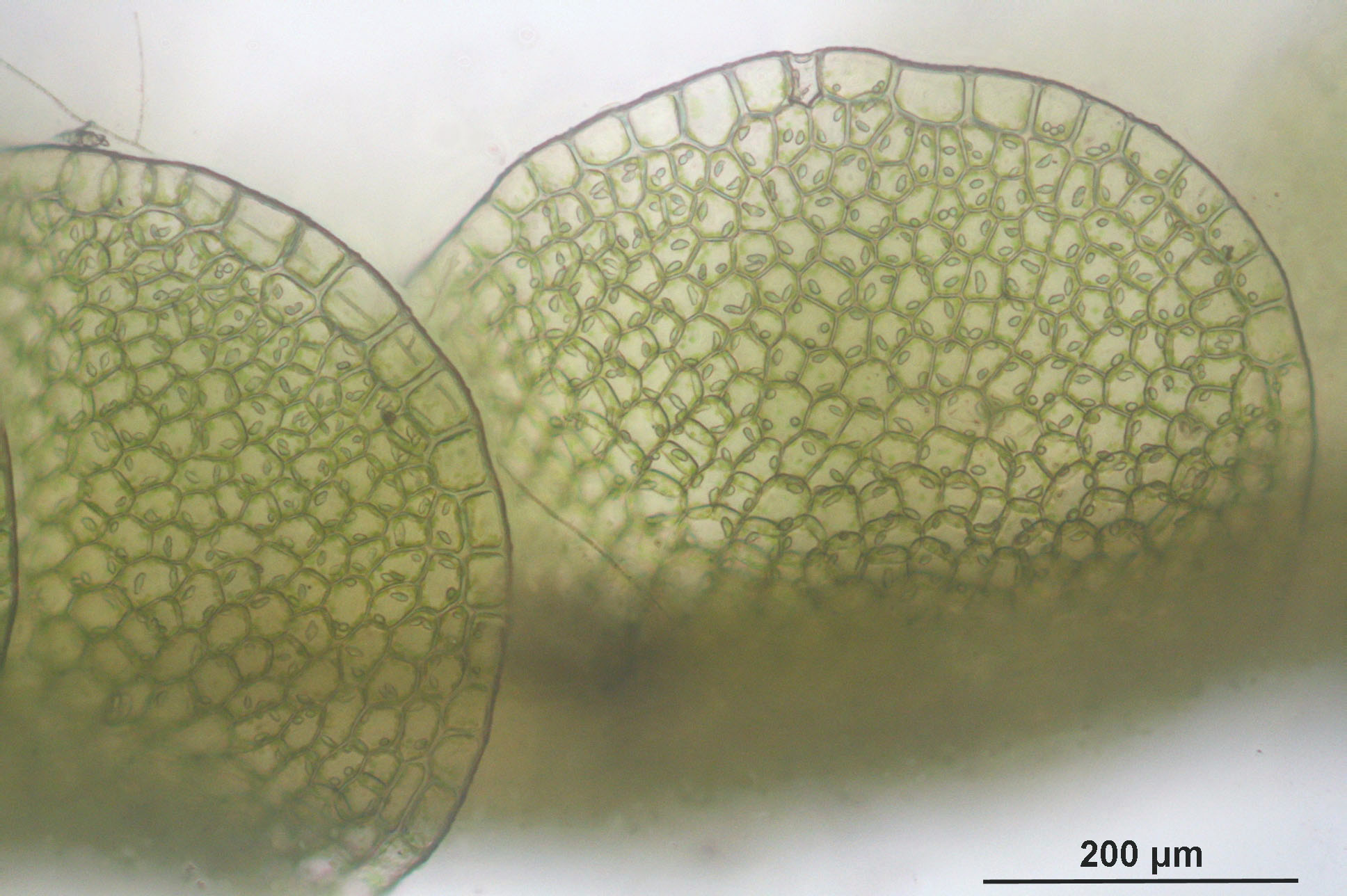
Blad
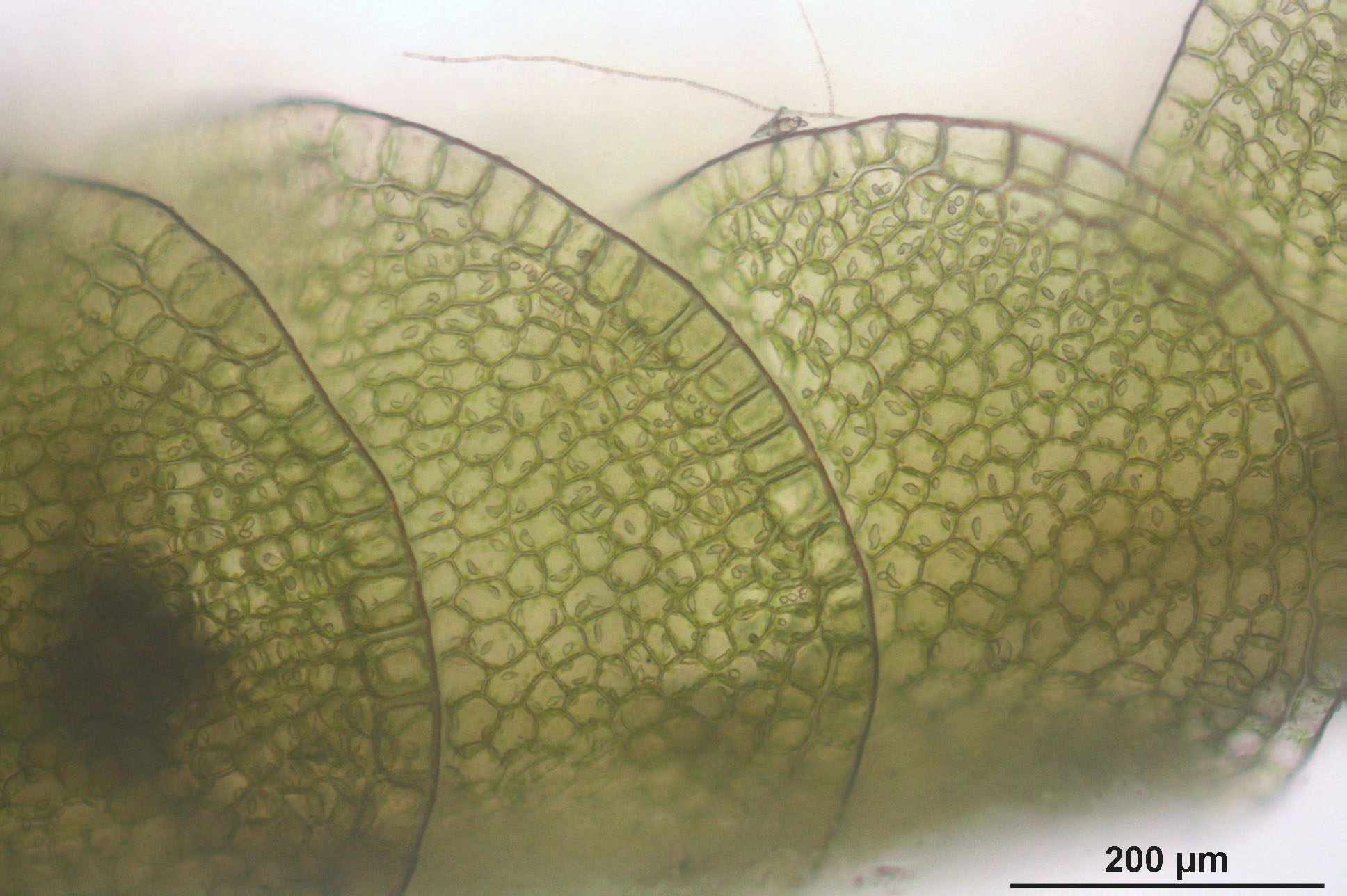
Blad
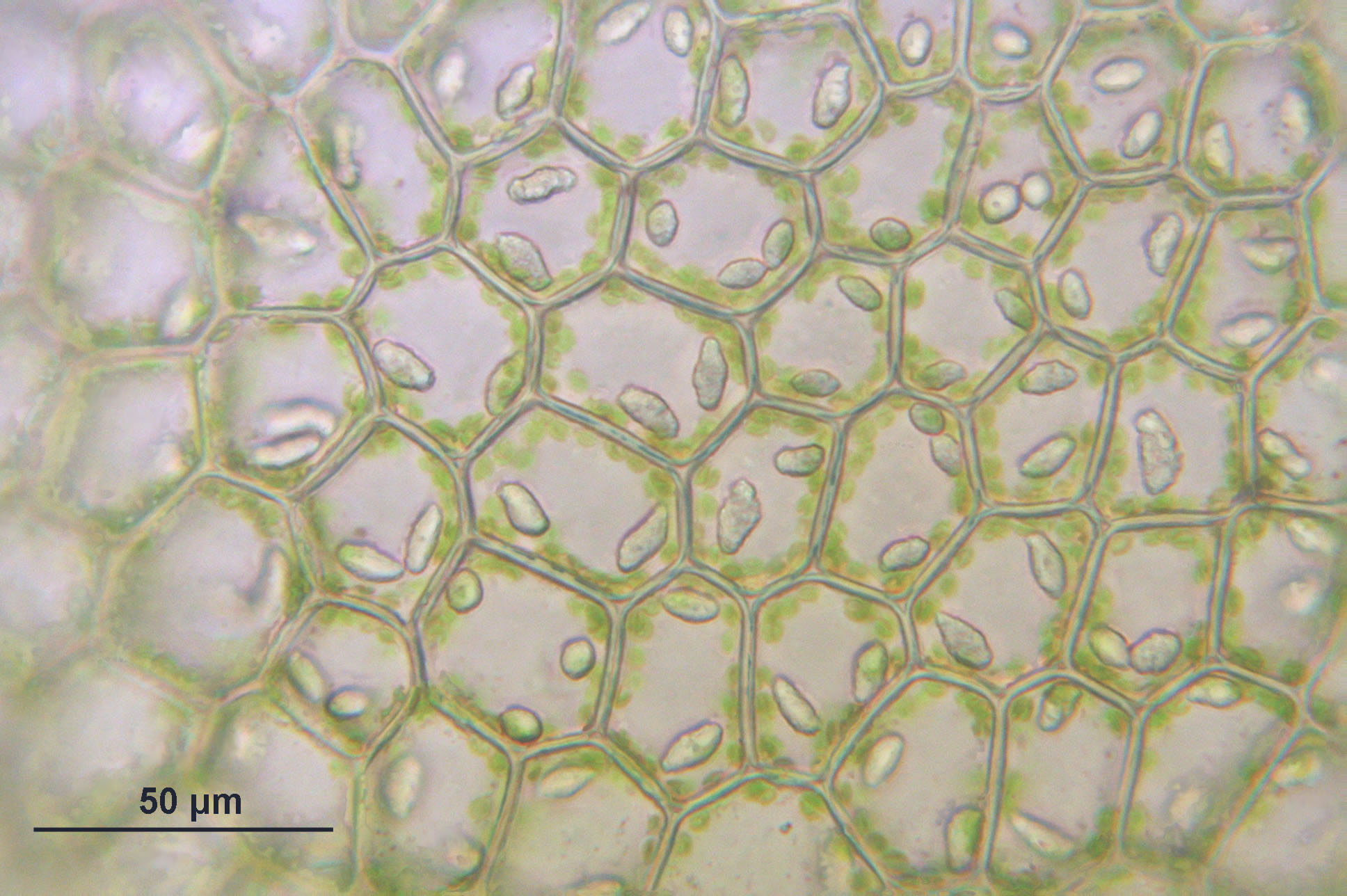
Bladcellen
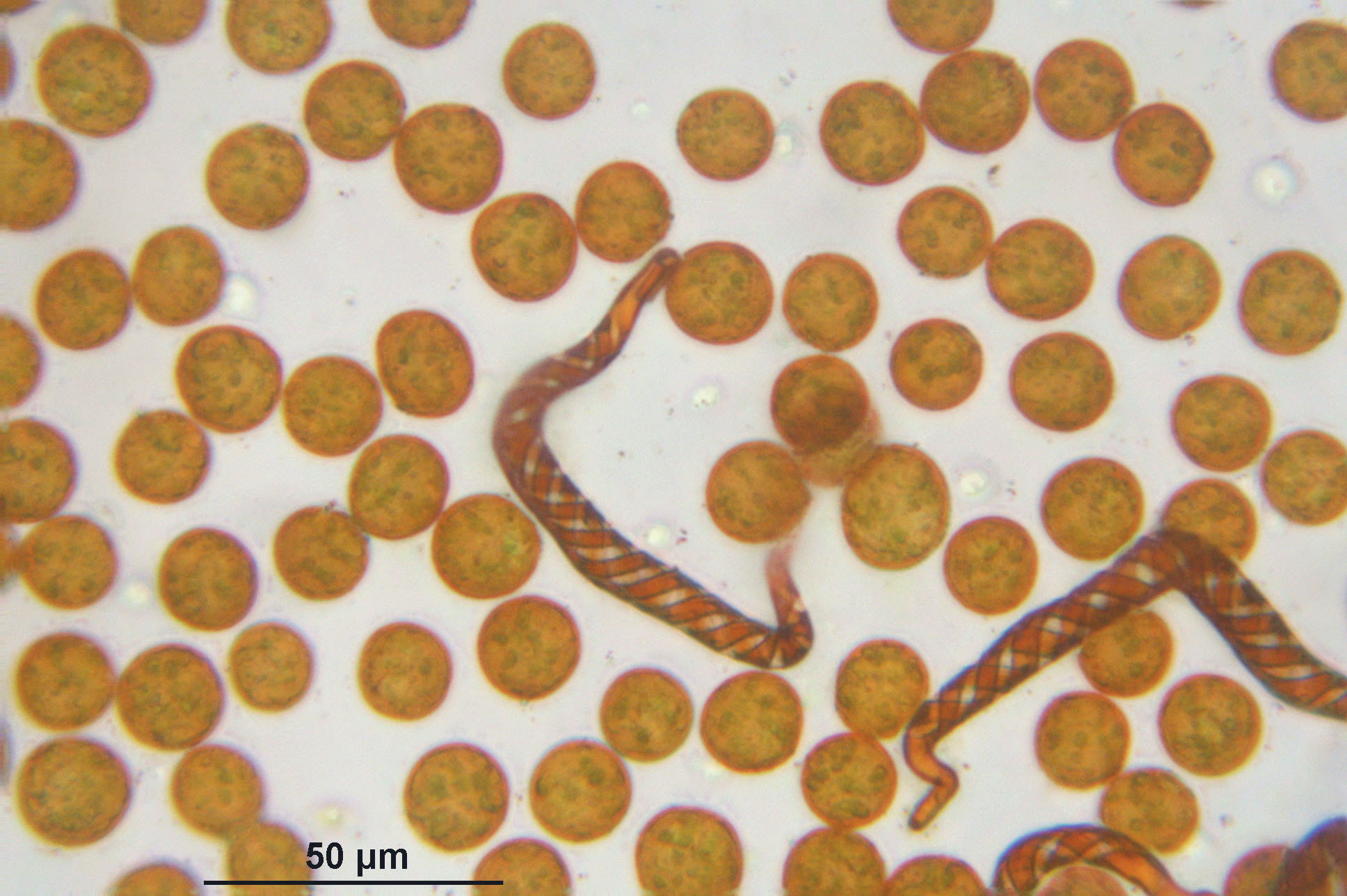
Sporen
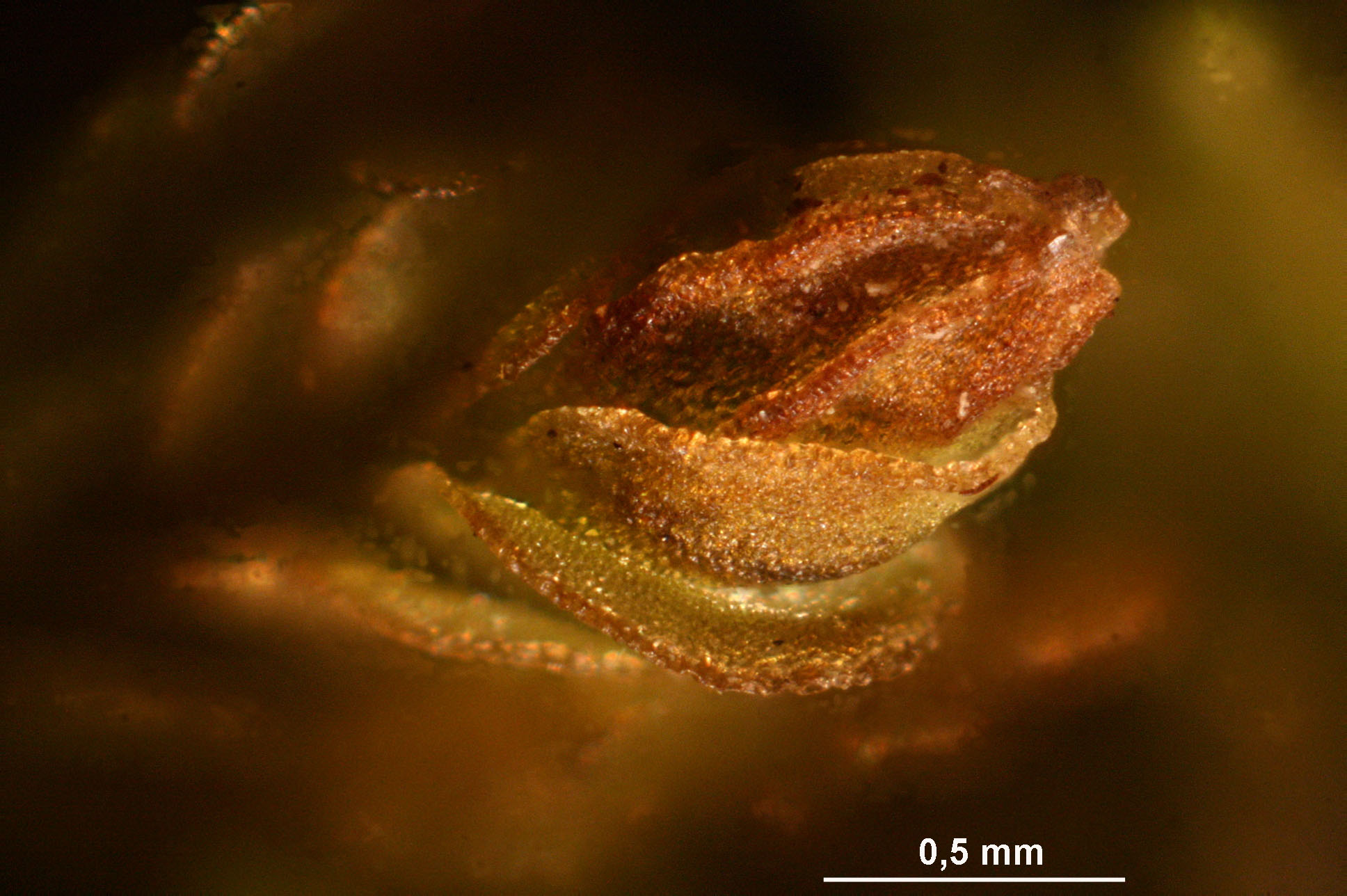
Sproßspitze met bloembekleedsel
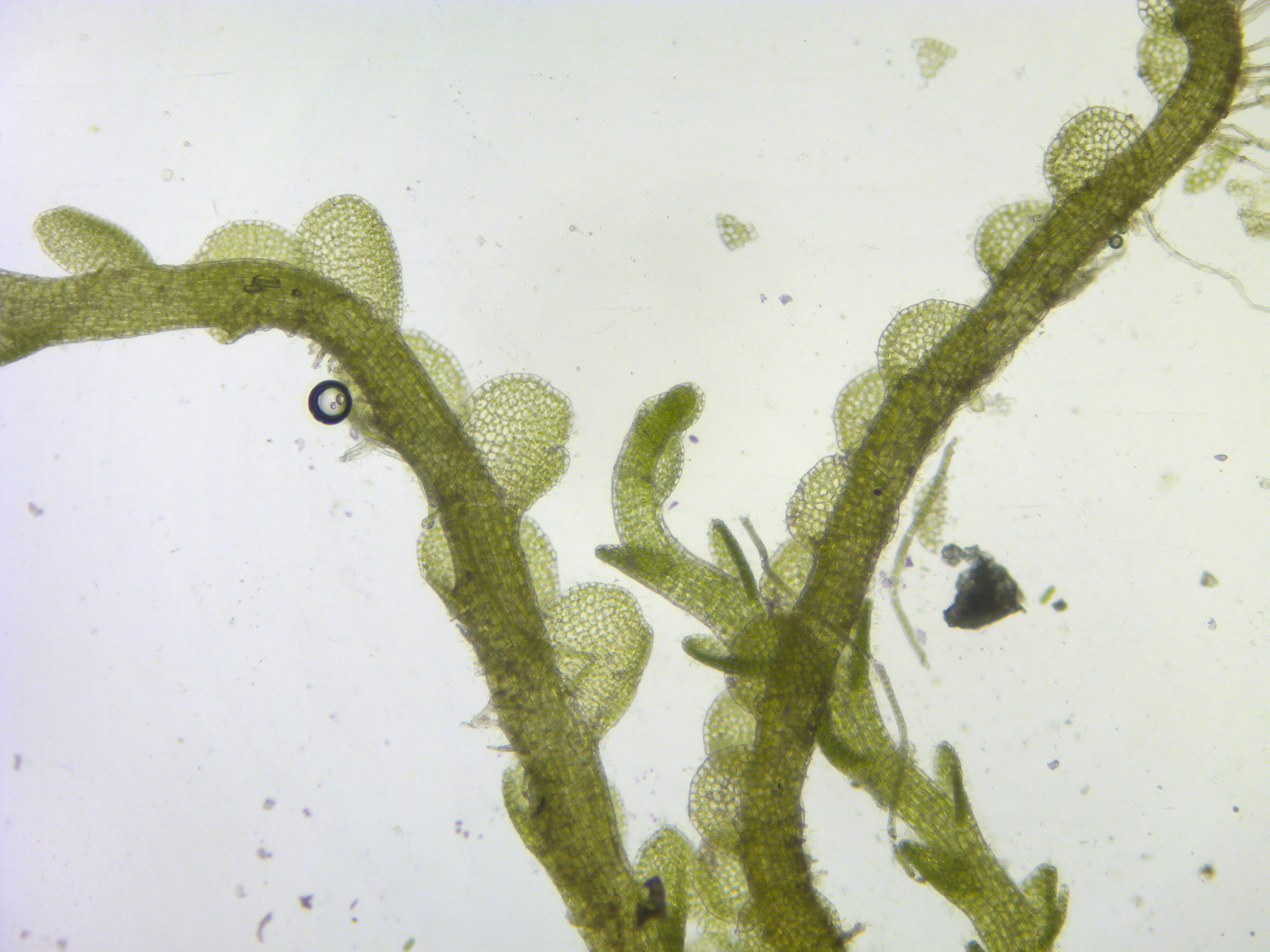
Microscoop-opname
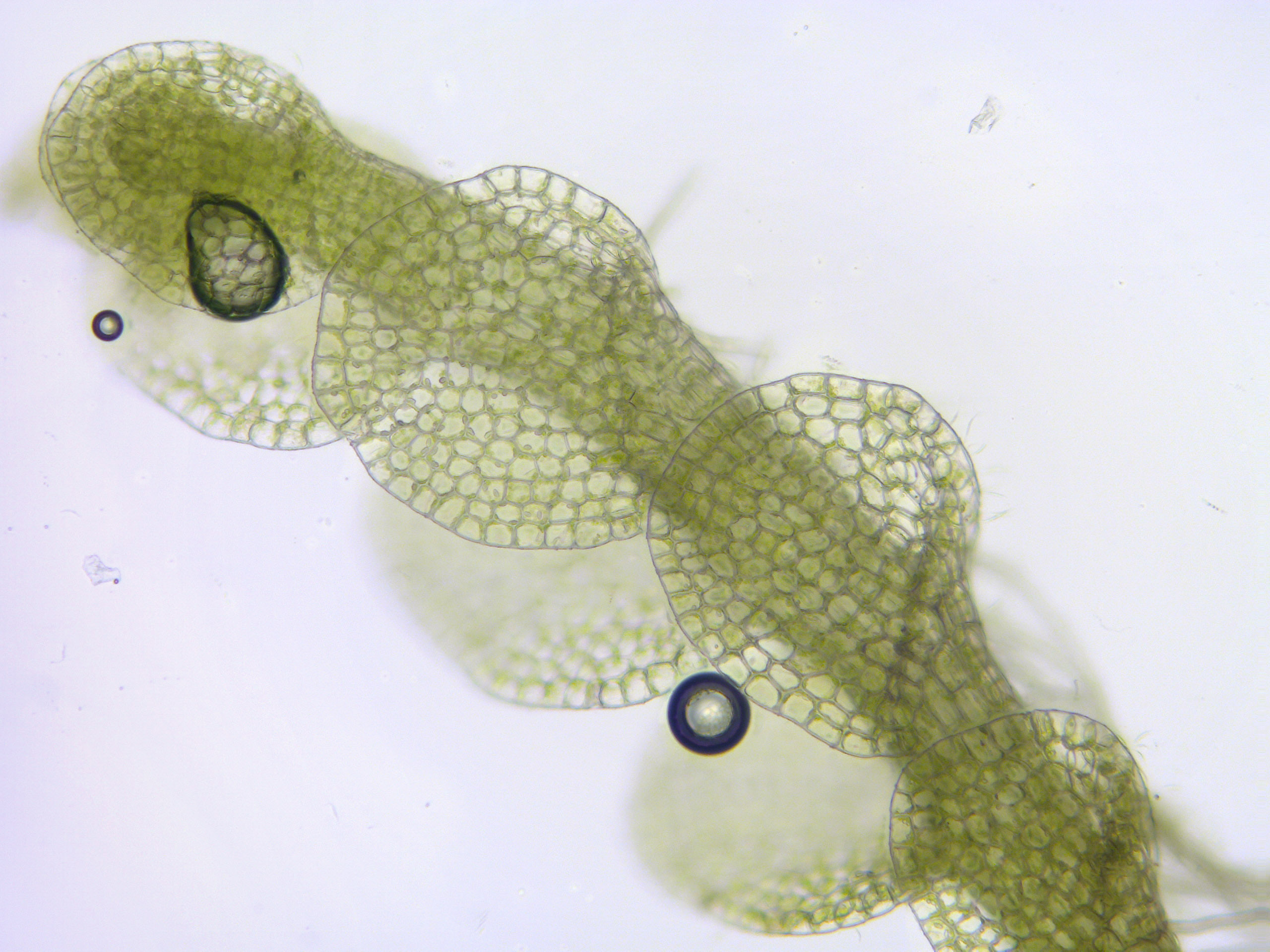
Microscoop-opname
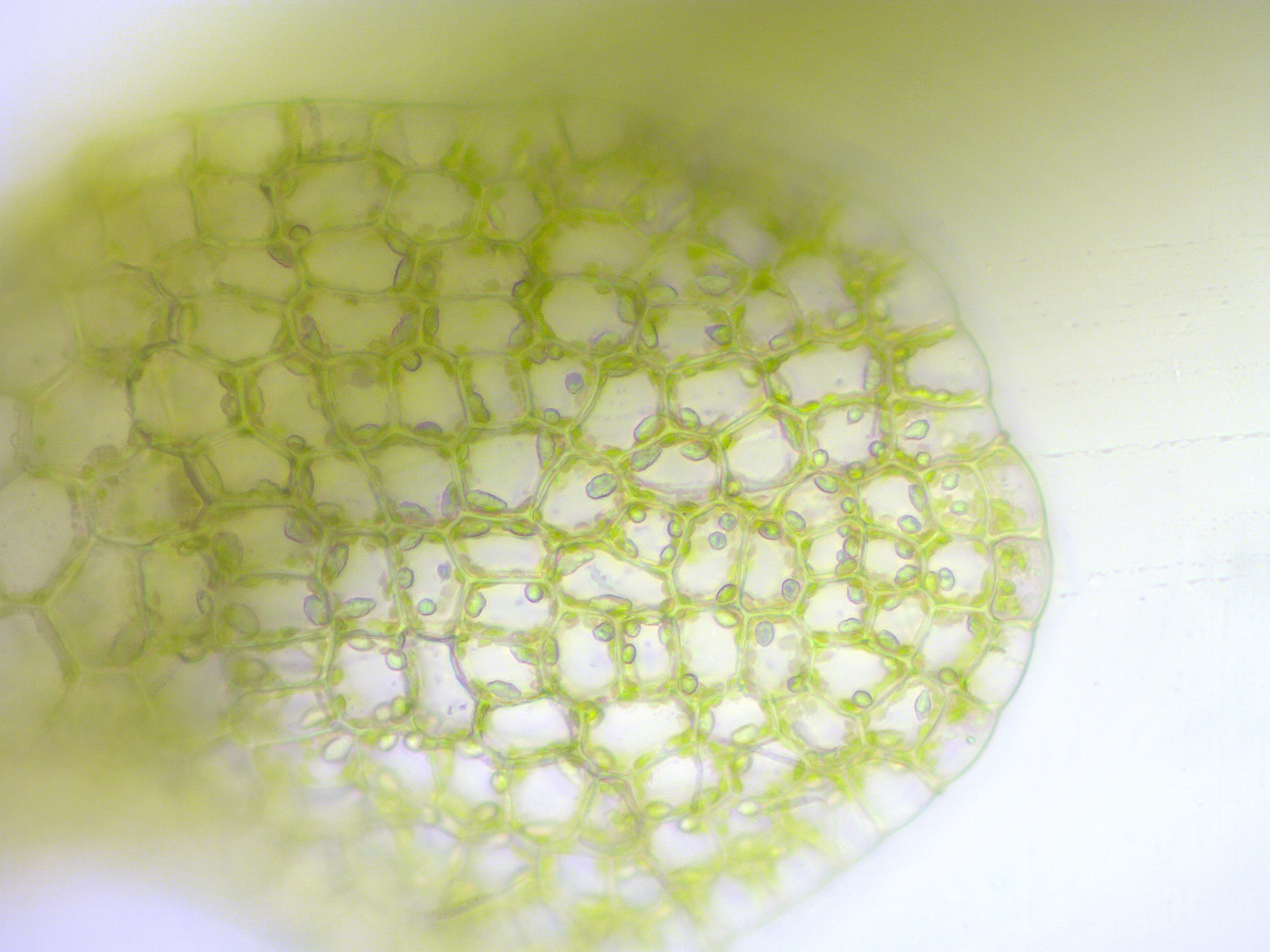
Microscoop-opname
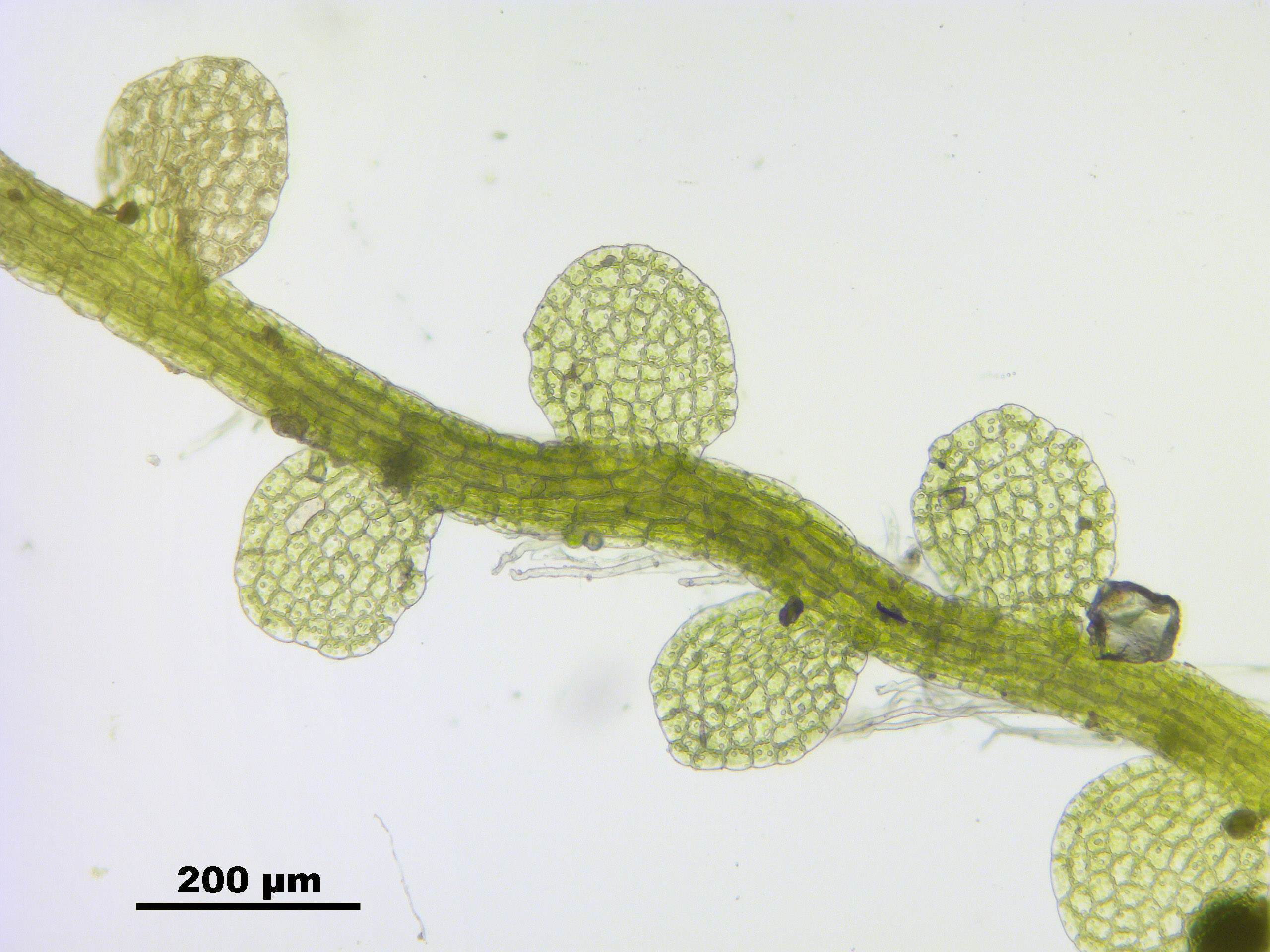
Microscoop-opname
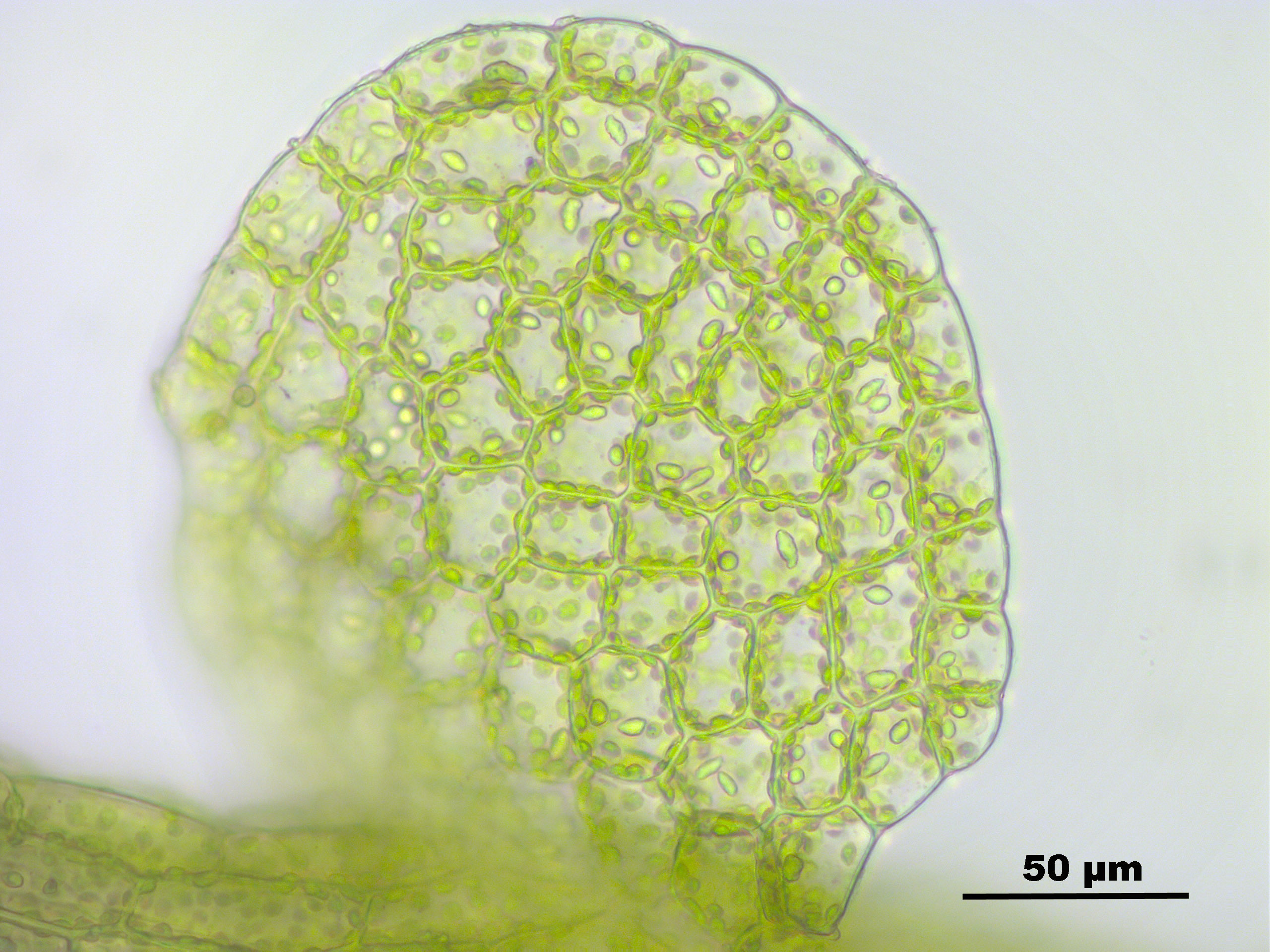
Microscoop-opname